# Bitwa pod Hostobożem
Bitwa pod Hostobożem – część wielkiej bitwy nad Berezyną; walki polskiego 30 pułku piechoty ppłk. Kazimierza Jacynika z sowieckimi 157., 158., 480 pułkami strzelców, toczone w ramach polskiej kontrofensywy nad Berezyną w okresie wojny polsko-bolszewickiej.

## Przebieg działań

### Sytuacja ogólna
14 maja 1920 ruszyła sowiecka ofensywa wojsk Frontu Zachodniego Michaiła Tuchaczewskiego. 15 Armia Augusta Korka i Grupa Północna Jewgienija Siergiejewa uderzyły na pozycje oddziałów polskich 8 Dywizji Piechoty i 1 Dywizji Litewsko-Białoruskiej w ogólnym kierunku na Głębokie. Wykonująca uderzenie pomocnicze 16 Armia Nikołaja Sołłohuba zaatakowała oddziały 4 Armii gen. Stanisława Szeptyckiego i podjęła próbę sforsowania Berezyny pod Murawą i Żukowcem oraz pod Żarnówkami i Niehoniczami. 
Wobec skomplikowanej sytuacji operacyjnej, 23 maja rozpoczął się ogólny odwrót wojsk polskich w kierunku zachodnim.
Naczelne Dowództwo Wojska Polskiego postanowiło rozstrzygnąć sytuację nad Berezyną w sposób zaczepny. Dowodzenie przejął naczelny wódz marszałek Józef Piłsudski.
Wojska gen. Szeptyckiego szykowały się do natarcia.
1 czerwca ruszyła polska kontrofensywa Armii Rezerwowej oraz 1. i 4 Armii, skierowana przeciw wojskom sowieckiego Frontu Zachodniego.
W ostatniej fazie działań pościgowych 8 Dywizja Piechoty dążyła do osiągnięcia linii Dźwiny.

### Działania pod Hostobożem
8 czerwca do natarcia na Hostoboże, uszykowany w dwie kolumny, ruszył 30 pułk piechoty. Dowódca pułku nakazał I batalionowi uderzyć wprost na miejscowość, II batalion obchodził pozycje sowieckie lasami przez Kozulin, a III batalion miał utrzymać swoje stanowiska pod Bojarami do popołudnia, a potem maszerować z jedną baterią artylerii lewym brzegiem Dziseńki na Jamno.
Jednak III batalion został  zatrzymany silnym ogniem nieprzyjaciela z prawego brzegu rzeki. Dowódca pułku zdecydował się nacierać dwoma batalionami.
Tuż przed północą w rejon Hostoboża dotarł I batalion i nawiązał walkę z sowieckim 157 pułkiem strzelców, obsadzającym wieś Budy. Skrzydłowy atak 1 kompanii rozstrzygnął walkę na korzyść Polaków, a Sowieci, ogarnięci paniką, wycofywali się bezwładnie.
Batalion kontynuował natarcie i zajął Ozierce i Krasny Ług.
Pod Hostobożem Sowieci zorganizowali druga linię obrony, a nacierający dotychczas z sukcesem I batalion został zatrzymany.
Wtedy do działania wszedł II batalion por. Tadeusza Podwysockiego, który lasami i bagnami wyszedł na tyły nieprzyjaciela pod Kozulinem. Zaskoczenie było zupełne, a broniący się skapitulowali niemal bez oporu. 
Podczas dalszego działania, na drodze z Kozulina do Bud, polskie bataliony napotkały poruszający się w kolumnie marszowej bez ubezpieczeń 480 pułk strzelców. Natychmiastowy atak „na bagnety” doprowadził do rozproszenia sowieckiego pułku, a jego tabor, kancelaria i broń ciężka wpadły w ręce polskich żołnierzy.
9 czerwca, po krótkiej walce, opanowano Hostoboże. Pojawienie się Polaków na tyłach sowieckich pozycji obronnych  spowodowało wybuch paniki na sąsiednich odcinkach frontu. Dzięki temu, niemal bez walki, opanowano Jamno, a po południu 157, 158, 159 i 480 ps rozpoczęły odwrót na wschód.

## Bilans walk
W działaniach pod Hostobożem 30 pułk piechoty zdobył 28 ckm-ów i wziął 28 jeńców. Innych wziętych do niewoli jeńców por. Tadeusz Podwysocki po rozbrojeniu puścił wolno, by nie obciążać batalionu znaczną ich liczbą. W panice Sowieci ewakuowali Dzisnę, ale dowództwo polskie nie zorientowało się w sytuacji i nie wydało rozkazu zajęcia miasta. 